# Draco blanfordii
Espèce
Synonymes
- Draco major Blanford, 1878
- Draco cyanolaemus Boulenger, 1908

Draco blanfordii est une espèce de sauriens de la famille des Agamidae.

## Répartition
Cette espèce se rencontre en Malaisie péninsulaire, en Thaïlande, au Viêt Nam, au Yunnan en République populaire de Chine, en Birmanie, en Inde et au Bangladesh.

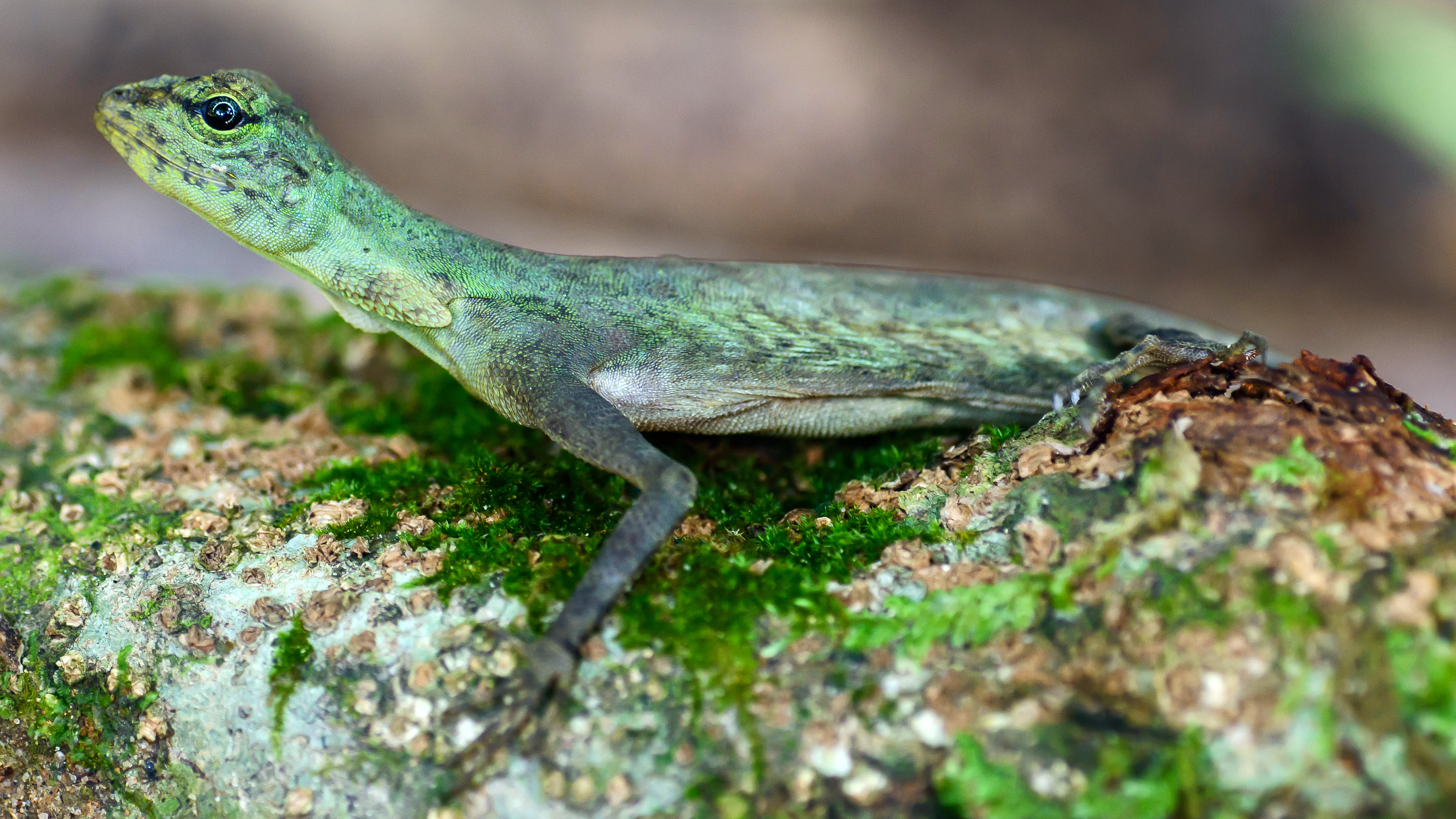
Parc national de Khao Sok, Thaïlande

## Étymologie
Cette espèce est nommée en l'honneur de William Thomas Blanford.

## Publications originales
- Blanford, 1878 : Notes on some Reptilia from the Himalayas and Burma. Journal of the Asiatic Society of Bengal, vol. 2, p. 125-131 (texte intégral).
- Boulenger, 1885 : Catalogue of the lizards in the British Museum (Natural History) I. Geckonidae, Eublepharidae, Uroplatidae, Pygopodidae, Agamidae, Second edition, London, vol. 1, p. 1-436 (texte intégral).